# Mayalen Noriega
Mayalen Noriega Belausteguigoitia (Ciudad de México, 19 de octubre de 1982) es una ciclista y triatleta profesional española nacida en México, aunque durante su juventud destacó en natación en México -lugar donde residió hasta los 22 años-. Es conocida por ser «guía» de diferentes atletas con discapacidad visual, tanto de ciclismo -con Josefa Benítez obtuvo la medalla de plata en los Juegos Paralímpicos de Londres 2012 en la modalidad de ciclismo en ruta clase B- como de triatlón -con Susana Rodríguez fue campeona del Mundo de Triatlón 2012 y obtuvo la clasificación para los Juegos Paralímpicos de Río de Janeiro 2016-.
Por otra parte también ha obtenido medallas de ciclismo en pista y ciclismo en ruta las primeras de ellas también en 2012.
Debido a sus logros en 2013 recibió la medalla de plata al mérito deportivo de España.
De 2013 a agosto de 2015 fue profesional de ciclismo en ruta en el equipo ciclista del Bizkaia-Durango logrando acabar dos Giro de Italia Femeninos consecutivos y ser 2.ª en el Campeonato de España en Ruta 2013.
También practica ciclocrós con buenos resultados a nivel nacional y ciclismo de montaña -participante de la Titan Desert, entre otras-.

## De la natación al ciclismo
Mayalen, ya en España, en el Centre Natació Mataró, se rompió los dos dedos del pie en 2010 impidiéndola nadar con normalidad y truncó su carrera como nadadora ya que estuvo a punto de participar en los Juegos Olímpicos de Sídney 2000 representando a México. En España retomó la práctica deportiva tras residir en varios países. Su entrenador la propuso la posibilidad de hacer de guía de Josefa Sánchez ya que buscaba una deportista con visibilidad. Desde entonces se dedicó al ciclismo y a hacer de «guía» de varias deportistas con discapacidad visual.

## Otros
Con 21 años, en 2003, ganó el concurso Fear Factor México cuandó residía en Australia; poco antes de instalarse en España con 22 años.

## Palmarés en el ciclismo
2012 (como amateur)
- 2.ª en el Campeonato de España Contrarreloj
- 3.ª en el Campeonato de España Persecución por Equipos (haciendo equipo con Elisabet Bru y Alba Diez)
- 2.ª en el Campeonato de España Scratch

2013
- 2.ª en el Campeonato de España en Ruta